# Burhan Qurbani
Burhan Qurbani (Erkelenz, 15 novembre 1980) è un regista, sceneggiatore e attore tedesco di origine Afgana.

## Biografia
Il successo internazionale nasce dalla regia di Shahada, presentato in concorso alla 60ª edizione del Festival di Berlino.

## Filmografia
- Shahada (2010)
- Wir sind jung. Wir sind stark. (2014)
- Berlin Alexanderplatz (2020)